# Saint-Fiel
Saint-Fiel ist eine französische Gemeinde mit 1.079 Einwohnern (Stand 1. Januar 2022) im Département Creuse in der Region Nouvelle-Aquitaine. Sie gehört zum Arrondissement Guéret und zum Kanton Saint-Vaury.

## Geografie
Die Gemeinde Saint-Fiel liegt im Norden des Zentralmassivs an der Creuse, vier Kilometer nördlich von Guéret. Sie grenzt im Nordwesten an Anzême, im Nordosten an Glénic, im Südosten an Sainte-Feyre, im Südwesten an Guéret und im Westen an Saint-Sulpice-le-Guérétois.

## Bevölkerungsentwicklung
| Jahr                       | 1962 | 1968 | 1975 | 1982 | 1990 | 1999 | 2008 | 2019 |
| Einwohner                  | 429  | 403  | 492  | 548  | 709  | 769  | 935  | 1049 |
| Quellen: Cassini und INSEE |      |      |      |      |      |      |      |      |

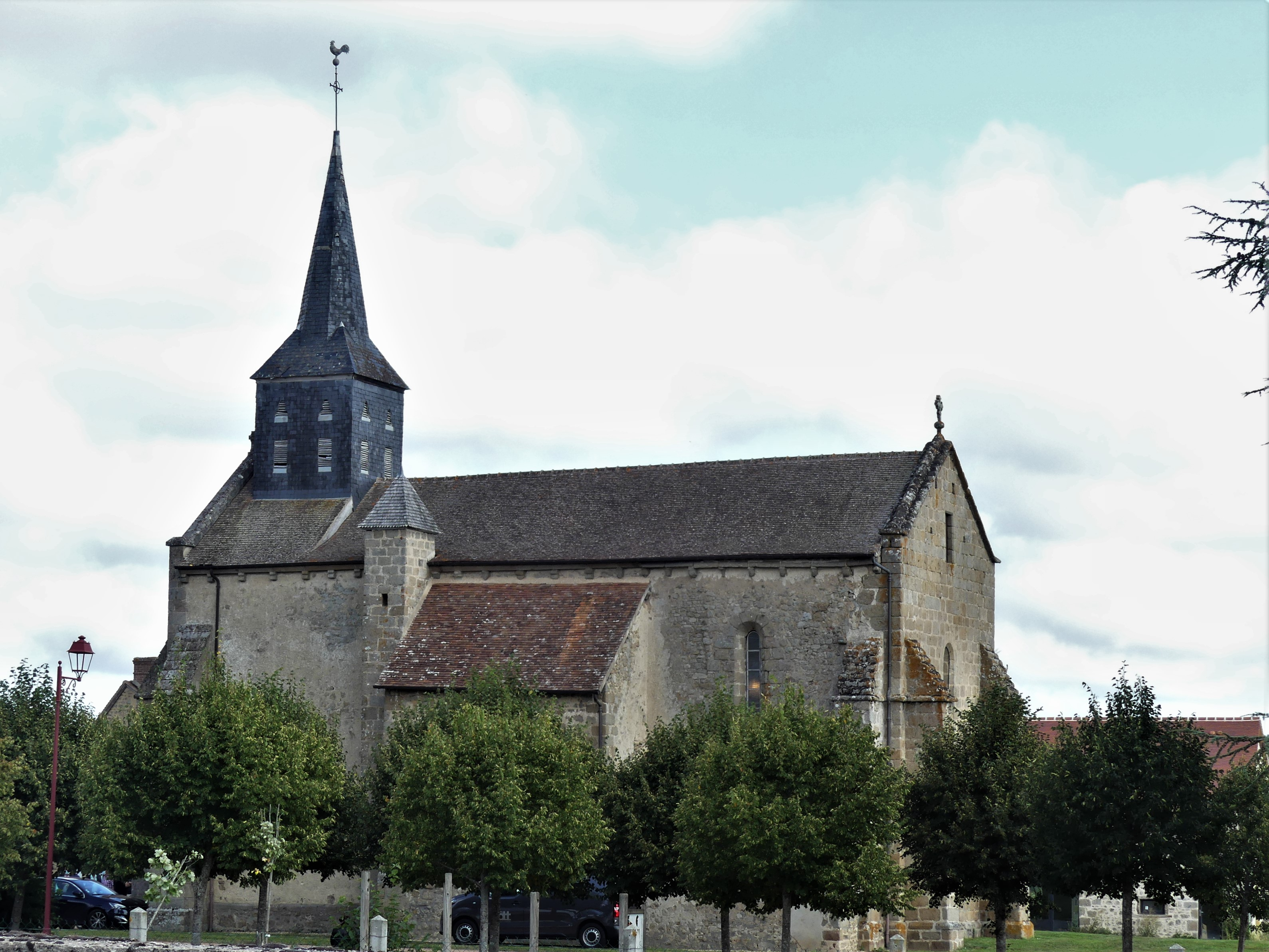
Kirche Saint-Fidèle
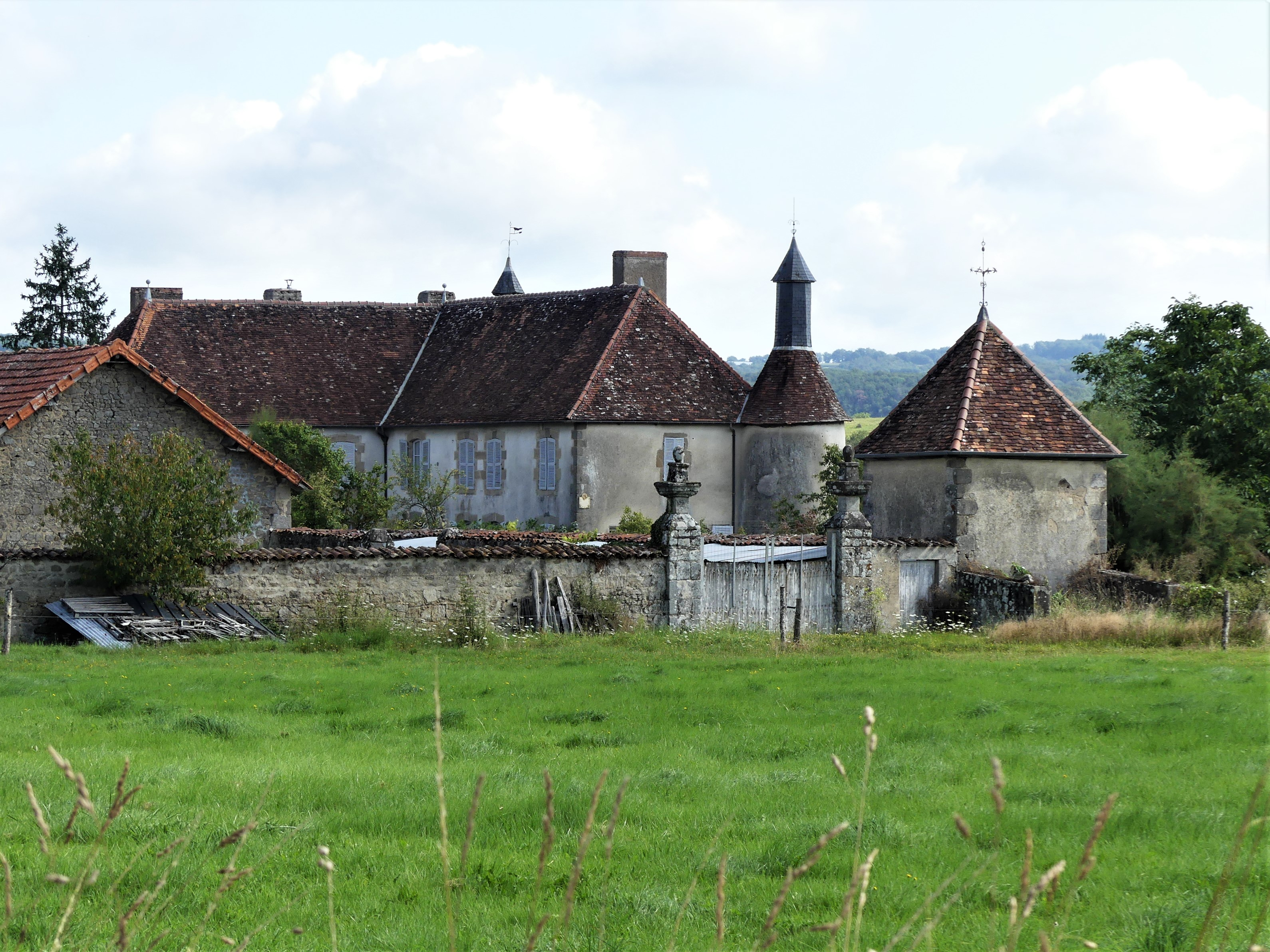
Schloss Saint-Fiel
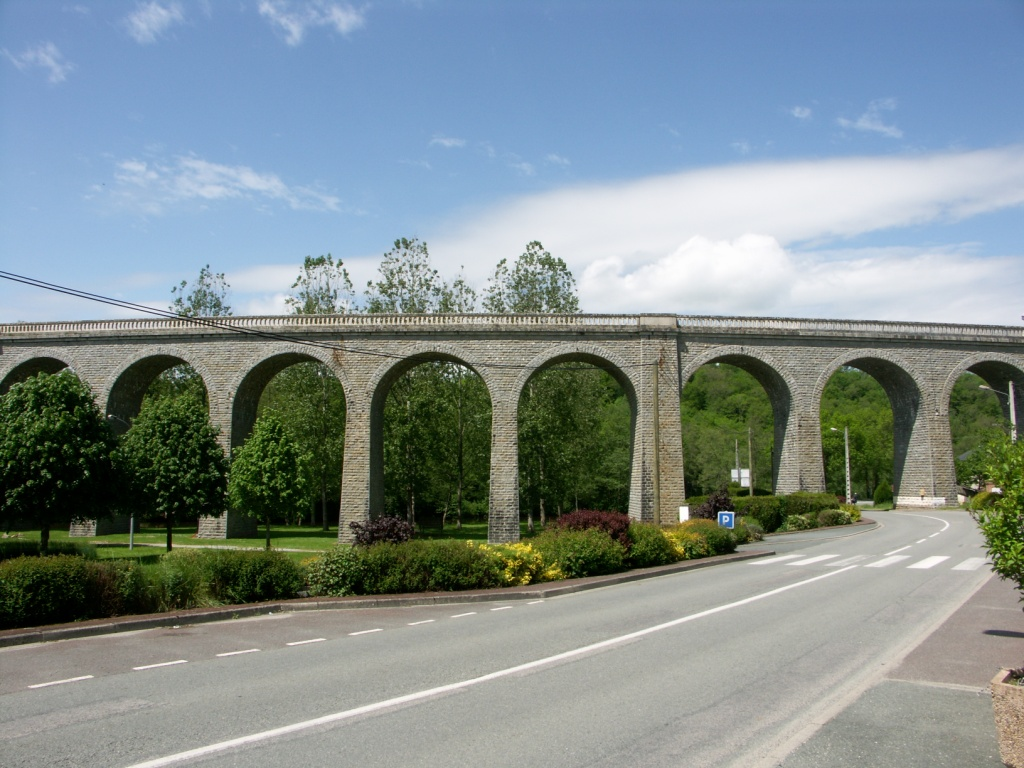
Eisenbahnbrücke Glénic